# Nils Opdahl
Nils Opdahl (Bergen, 16 november 1882 - Bergen, 28 december 1951) was een Noors turner.
Opdahl won samen met zijn broer Jacob tijdens de Olympische Zomerspelen 1912 de gouden medaille in de landenwedstrijd vrij systeem.

## Olympische Zomerspelen
| Jaar | Plaats    | Resultaten                   |
| ---- | --------- | ---------------------------- |
| 1912 | Stockholm | landenwedstrijd vrij systeem |